# Banderes ètniques
File:Flag of the Romani people.svg
Una bandera ètnica és una bandera que simbolitza un grup ètnic determinat. Les banderes ètniques solen ser usades per una comunitat ètnica a través dels respectius moviments culturals o polítics. Una bandera ètnica pot ser reconeguda o no pel govern central. Són molt populars entre les minories ètniques i algunes ètnies majoritàries, especialment en els països multiètnics.
Algunes banderes ètniques estan prohibides pels seus govern centrals, ja que també serveixen com a banderes de grups separatistes o percebuts com a tals per les autoritats vigents.
Les banderes nacionals de les nacions i les banderes de les províncies o regions autònomes que són majoritàriament compostes d'un sol grup ètnic, o que són creades específicament com a pàtria per a un determinat grup ètnic, són emprades com a bandera ètnica d'aquest poble.

## Àfrica i Euràsia Sud-oriental

### Cuixítics
- Somalís ètnics (Somàlia, Kenya i Etiòpia), Gran Somàlia
- Somalis ètnics de Kenya
- Oromos d'Etiòpia (Oròmia)
- Oromos (Etiòpia, Somàlia i Kenya)

### Amazics
- Amazics d'Algèria
- Tuaregs d'Algèria

### Egipcis
- Coptes

### Semítics
- Jueus
- Drusos (Síria, Líban, Israel)
- poble àrab
- Àrabs del Khuzestan
- Assiris
- Maltesos

### Nígero-congolesos
- Aixanti (Ghana)
- Ewes (Ghana, Togo, Benín)
- Ogoni (Nigèria)
- ,  Bubis (Guinea Equatorial)
- Bakonjo (Uganda)
- Bamiléké (Camerun)

### Nilo-saharians
- Massai (Kenya, Tanzània)
- Fur (Sudan)
- Dinka (Sudan)

### Indoeuropeus
- Volkstaat (afrikàners)

## Europa

### Indoeuropeus
- Sòrabs (Alemanya)
- Rutens (Eslovàquia, Ucraïna, Sèrbia)
- Moraus (Txèquia)
- Lleonens (Espanya)
- Occitans (França)
- Normands (França, illa de Jersey, Guernsey)
- Grecs pòntics (Ucraïna, Rússia, Geòrgia)
- Silesis (Alemanya, Txèquia, Polònia)
- Caixubis (Polònia)
- Bosníacs (Sèrbia, Bòsnia i Hercegovina, Montenegro)
- Goranis (Kosovo, Albània, Macedònia del Nord)
- Sards (Itàlia)
- Alemanys bàltics
- Grec d'Albània / Arvanites (Albanesos de Grècia)
- Ossetes (Rússia, Geòrgia)
- Aromanesos (Grècia, Albània, Macedònia del Nord i Bulgària)

### Fino-ugries
- Carelians (Finlàndia, Rússia)
- Võros (Estònia)
- Livonians (Letònia)
- Vòtics (Rússia)
- Setos (Rússia)
- Vepses (Rússia)
- Sículs (Romania)
- Samis (Finlàndia, Rússia, Noruega, Suècia)

### Altaics i Tùrquics
- Tàtars de Crimea (Ucraïna/Rússia)
- Gagaüsos (Moldàvia)
- Turcs de Bulgària
- Lipkes (Belarús)

### Altres
- Bascos (Espanya, Francia)

## Amèrica

### Afroamericans
- Afroamericans

### Amerindis
- Anishinabe (EUA, Canadà)
- Nació Navajo
- Cherokees
- Xeiene
- Confederació Iroquesa
- Sioux
- Arapaho
- Micmac
- Taíno de Borikén
- Maia (Mèxic, Guatemala)
- Garifuna (Honduras, Belize, Guatemala)
- Amerindis de Colòmbia
- Kuna (Panamà)
- Maputxe (Xile, Argentina)
- ,  Quítxua i aimara (Perú, Bolívia, Equador)

### Indoeuropeus
- Cajuns de Louisiana
- Acadis (Nova Brunswick, Nova Escòcia i Nova Anglaterra)